# عبد الحميد العبادي
عبد الحميد عبد العزيز منصور العبّادي (1309ـ 1376هـ/1892ـ 1956م) عالم بالتاريخ الإسلامي، من كبار المؤرخين والباحثين المصريين، عضو في المجمع العلمي العربي بدمشق، أستاذ جامعي، وكان عميداً لكلية الآداب في جامعة الإسكندرية من 1942ـ1952.
يعدّ من جيل الأوائل الذين أسسوا الجامعة المصرية وأسهموا في الحياة الجامعية على أسس قوية متينة.

## سيرة حياته
ولد عبد الحميد العبّادي في الإسكندرية، درس المرحلتين الابتدائية والثانوية في مدارسها، ثم التحق بمدرسة المعلمين العليا في القاهرة وتخرج فيها عام 1914، عين بعد ذلك أستاذاً للتاريخ في مدرسة للقضاء الشرعي بالقاهرة، وتتلمذ على يديه نخبة من مثقفي مصر من أمثال: عبد الوهاب عزام وأمين الخولي. عندما افتتحت الجامعة المصرية سنة 1925 اختير العبّادي ليكون أستاذاً للتاريخ في كلية الآداب بجامعة القاهرة، وانتدب لإلقاء محاضرات في دار المعلمين ببغداد، كما ألقى محاضرات في جامعة عين شمس في تاريخ المغرب والأندلس وكان عضواً في الجمعية المصرية للدراسات التاريخية.
كان عبد الحميد العبادي منذ مطلع شبابه ذواقاً للأدب العربي يحفظ كثيراً من الشعر العربي القديم، وكانت منتديات الإسكندرية الأدبية تجمع بينه وبين أصدقائه من أدباء وشعراء من أمثال: عبد الرحمن شكري، وإبراهيم مصطفى وعبد اللطيف النشار، والشاعر حسن فهمي. أسس العبّادي لجنة لوضع كتب علمية حديثة سنة 1914، سميِّت (لجنة التأليف والترجمة والنشر)، وأخرج عدداً من الكتب من مطبوعات هذه اللجنة، وأسهم مع طه حسين في نشر كتاب النثر المنسوب لقدامة وقدَّم له وعلق عليه، وأما دراساته التاريخية وكتبه فقد حوَّل العبّادي التاريخ من رواية أو قصة تُحكى إلى مرتبة العلم بالنقد والمقارنة والدراسة الدقيقة على أسس ومناهج علمية ثابتة.
نشر أبحاثه التاريخية في مجلتي «الرسالة» و» الثقافة» ثم في مجلات الجامعات العلمية، وجُمِعَتْ في مجلدين بعنوان «صور من التاريخ الإسلامي».

## مؤلفاته
له العديد من الكتب التاريخية أهمها:
- «الدولة الإسلامية تاريخها».
- «المجمل في تاريخ الأندلس» وفي هذا الكتاب وضع العبادي خبرته النظرية والعملية وذلك أنه سافر إلى الأندلس ودرس مواقع المعارك والمدن والمراكز ورسم الخرائط، وأكد أهمية دراسة تاريخ المغرب والأندلس، لأن مراكز الاتصال بين العالم الشرقي وما فيه من حضارة ونظم والعالم الغربي كانت في هذه المنطقة، كما شرح في كتابه المذكور عملية الفتح العربي لشبه الجزيرة الإسبانية، والأسباب التي دعت العرب إلى ذلك، واستعرض قيام دولة بني أمية بالأندلس منذ عهد عبد الرحمن الداخل (صقر قريش) مروراً بعصور ملوك الطوائف، ومن ثم تمزق وحدة الأندلس، وأفرد فصلاً لموقعة الزَّلاَّقة وحكم المرابطين في الأندلس، وتحدث في هذا الكتاب مفصلاً حروب الاسترداد لغرناطة وكيفية سقوطها في آخر أيام دولة بني الأحمر 1233ـ1492م، وزود كتابه هذا بالخرائط عن المغرب والأندلس، وعرّب أسماء المدن والمواقع التي عاينها شخصياً.
- صور من التاريخ الإسلامي ب«مجلدين»: العصر العربي والعصر العباسي.
- ترجم كتاب: «علم التاريخ» لهرنشو عن الإنكليزية، وأضاف إليه فصلاً من التاريخ عند العرب، انتخب عضواً بالمجمع اللغوي بالقاهرة، والمجمع العلمي العربي بدمشق، وسافر إلى اصطنبول مع صديقه أحمد أمين لدراسة المخطوطات العربية بمكتباتها، وقد زار العباّدي إسبانية غير مرة لدراسة الآثار الإسلامية الأندلسية، ورسم الخرائط لها، ووضع خبراته في خدمة تدريس تاريخ المغرب والأندلس في الجامعات المصرية.[2]

## قالوا فيه
يقول عنه تلميذه الدكتور جمال الدين الشيال (1958م): «وقد بدأت أتتلمذ عليه منذ نحو عشرين سنة، ثم كنت أقرب تلاميذه إليه. كنت أحبه وأقدره، وكان يبادلنى حباً بحب، وتقديراً بتقدير، وأشهد أنه كان - رحمه الله - الأب الرحيم لكل تلاميذه والعاملين معه، يعطف عليهم، ويوجههم الوجهة الطيبة، وقد تخرج على يديه المئات بل الألوف أجيالاً بعد أجيال من التلاميذ، وليس من بينهم إلا من يذكره بالخير والاحترام والتقدير، يعرفون له علمه الغزير، ويقدرون له روحه السمحة، وخلقه الكريم، وأسلوبه العف، وهدوءه الوقور، واتزانه الكريم».
ويتحدث «الشيال» عن أثره في علم التاريخ: «لقد كان التاريخ الإسلامى قبله (أي قبل العبادى) رواية تروى، أو قصيدة تحكى، أو نكتة تقال، أو بيتا من الشعر ينشد، وكان (العبادى) أول من ارتفع به إلى مرتبة العلم، فجعله فكرة تمحص، وتحليلا، ونقدا ومقارنة، ودراسة دقيقة على أسس ومذاهب علمية ثابتة، فإذا كان في مصر اليوم من يفهم التاريخ الإسلامى حق فهمه، ومن يجيد بحثه ودراسته، فإن الفضل الأكبر في هذا إنما يرجع إلى العبادى وطريقته وجهوده».
كان «العبادى» يجمع إلى قوة النقد وطرافة الاستنباط، فطرة سليمة تجعله يسعى إلى فهم كل شئ، وقدرة ممتازة على فهم النصوص، وإدراك أساليب اللغة، وفهم دقيق لمعانيها، وكان واسع المعرفة، دقيق الفهم، جدلاً من قواعدها النحوية، وكان كثير الرواية للشعر، وحفظ المأثور.

## وفاته
أُحيل عبد الحميد العبّادي على التقاعد سنة 1952، ولم ينقطع عن الكتابة والتأليف حتى وفاته بالإسكندرية.
بعد وفاته نشرت العديد من مؤلفاته، وأنشئت جائزة مالية باسم (جائزة الأستاذ عبد الحميد العبّادي في التاريخ الإسلامي) تُمنح كل عام لأحسن طالب في فروع التاريخ الإسلامي بجامعات عين شمس والقاهرة والإسكندرية.

## روابط خارجية
- عبد الحميد العبادي على موقع أرشيف الشارخ.